# Walter Thierfelder
Walter Thierfelder (* 26. Januar 1914 in Leipzig; † unbekannt) war ein deutscher Politiker und Funktionär der DDR-Blockpartei Liberal-Demokratische Partei Deutschlands (LDP oder später LDPD). Er vertrat die Partei von 1950 bis 1963 als Abgeordneter in der Volkskammer und war von 1955 bis 1980 langjähriger Leiter der parteieigenen Vereinigung Organisationseigener Betriebe (VOB) "Aufwärts".

## Leben
Thierfelder wuchs als Sohn eines Lageristen in der sächsischen Großstadt Leipzig auf. Nach dem Besuch der Volksschule absolvierte er noch eine Sprachklasse und eine Fortbildungsschule. 1930 nahm Thierfelder eine kaufmännische Lehre auf, die er 1933 abschloss. Danach war er bis 1936 als kaufmännischer Angestellter einer Wareneinkaufs- und Verkaufsgenossenschaft tätig. Thierfelder trat offensichtlich danach in die Wehrmacht ein, der er bis zum Kriegsende 1945 angehörte. Nach dem Zweiten Weltkrieg war Thierfelder auf Grund seiner beruflichen Erfahrung maßgeblich am Aufbau des landwirtschaftlichen Genossenschaftswesens im Raum Güstrow beteiligt und leitete zeitweise die zuständige Kreisgeschäftsstelle in Güstrow. Zwischen 1946 und 1949 war Thierfelder als offensichtlich besoldeter Stadtrat der Stadt Güstrow für den Bereich Wirtschaft tätig. Nach einem kurzen Intermezzo als Kreisrat für Wirtschaft des damaligen Kreises Güstrows noch im Jahre 1949 nahm Thierfelder noch im gleichen Jahr an einem Lehrgang der damaligen Deutschen Verwaltungsakademie Walter Ulbricht in Forst Zinna teil. Nunmehr mit dem nötigen Verwaltungswissen ausgestattet, wurde Thierfelder nach seiner Rückkehr im Jahr 1950 zunächst zum stellvertretenden Leiter der Vereinigung Volkseigener Erfassungs- und Aufkaufbetriebe (VVEAB) in Mecklenburg ernannt. Diese Betriebe kauften landwirtschaftliche Produkte aus privater Hand auf.
1951 kam für Thierfelder der Ruf nach Berlin. Er wurde persönlicher Referent des Staatssekretärs im Ministerium für Leichtindustrie, Willi-Peter Konzok, wie Thierfelder LDPD-Mitglied. Bereits 1950 hatte Thierfelder ein Fernstudium für Binnenhandel an der Deutschen Verwaltungsakademie begonnen, welches er 1954 als Diplomwirtschaftler abschloss. Anschließend schied er noch 1954 aus dem Regierungsapparat aus, da die LDPD bei der Ernennung der neuen Regierung nach den Volkskammerwahlen 1954 den Staatssekretärsposten im Ministerium für Leichtindustrie verloren hatte. Thierfelder wechselte daraufhin in den Parteiapparat der LDPD und wurde 1955 Leiter der parteieigenen Vereinigung Organisationseigener Betriebe (VOB) „Aufwärts“.
Dieser, 1951 als parteieigener Wirtschaftsbetrieb gegründete GmbH gehörten mehrere Druckhäuser, der Buchverlag Der Morgen sowie die republikweit erscheinende Tageszeitung Der Morgen und die Regionalzeitungen Liberal-Demokratische Zeitung, Norddeutsche Zeitung, Sächsisches Tageblatt und Thüringische Landeszeitung an. Thierfelder führte diesen Betrieb zunächst als Geschäftsführer, später als Generaldirektor bis 1980. Sein Nachfolger wurde Ludwig Venus, der zuvor bereits als stellvertretende Generaldirektor tätig war.

## Politik
Thierfelder trat 1932 der SA und zum 1. Januar 1933 der NSDAP bei. 1946 wurde er Mitglied der in der Sowjetischen Besatzungszone neu gegründeten liberalen Partei LDP. Zwischen 1946 und 1950 war er Vorsitzender des LDPD-Kreisvorstandes Güstrow und in dieser Funktion auch Mitglied des LDPD-Landesvorstandes von Mecklenburg. Zeitweise vertrat er seine Partei neben seiner Tätigkeit als Stadtrat auch noch als Stadtverordneter in der Güstrower Stadtverordnetenversammlung. Zwischen 1950 und 1963 war Thierfelder Mitglied der LDPD-Fraktion in den ersten drei Legislaturperioden der Volkskammer. nach seiner Abgeordnetentätigkeit in der Volkskammer wechselte Thierfelder in die Ostberliner Lokalpolitik. Er wurde 1963 erstmals in die Berliner Stadtverordnetenversammlung gewählt und leitete dort bis 1976 die Ständige Kommission für Verkehr. Durch seine hauptamtliche Tätigkeit als Generaldirektor der VOB Aufwärts gehörte Thierfelder auch lange Jahre dem Zentralvorstand der LDPD an.

## Ehrungen
- 1962 Vaterländischer Verdienstorden in Bronze[4]
- 1969 Vaterländischer Verdienstorden in Silber[5]
- 1974 Banner der Arbeit[6]
- 1979 Vaterländischer Verdienstorden in Gold[7]
- 1984 Stern der Völkerfreundschaft in Silber[8]